# Metrobrotica
Metrobrotica là một chi bọ cánh cứng trong họ Chrysomelidae.
Chi này được miêu tả khoa học năm 1958 bởi Bechyne.

## Các loài
Chi này gồm các loài:
- Metrobrotica geometrica (Erichson, 1847)